# Cyril (DJ)
Cyril Riley, (Nueva Gales del Sur, Sydney, 22 de agosto de 1997) más conocido como Cyril, es un remezclador, productor discográfico y DJ australiano.

## Biografía
Riley creció alrededor del Lago Cargelligo, en el centro de Nueva Gales del Sur. Tiene herencia de las Primeras Naciones. Él vivía en Townsville por un corto tiempo en su adolescencia. Puede tocar la guitarra, el piano y la batería y comenzó a producir música a finales de su adolescencia. 
Reflexionando sobre su edad adulta temprana, Riley dijo en The Music en 2024:

"Pasé por un período de estar sin hogar y drogadicto y lo que sea, volví a casa y comencé a trabajar en la granja e hice algunos trabajos de esgrima y ganado y reunificación. Pero Sabía que eso no era para mí porque todavía quería producir música".
Cyril  para The Music 

Fue aceptada en la Universidad Charles Darwin y se trasladó a Darwin, donde empezó DJ ing. A partir de 2024, todavía vive en Darwin con su novia y su hijo.

## Carrera profesional
Comenzó a subir en 2021 ocasionalmente remixes de canciones conocidas a varias plataformas. Entre otras canciones, él remezcló "Escape (The Piña Colada Song)" por Rupert Holmes y "Let Me Love You" por Mario como pistas de Deep House.
En 2023, Cyril creó un remix de la canción "Stumblin' In", originalmente interpretado por Chris Norman y Suzi Quatro. La canción se volvió viral en TikTok. Entre otras cosas, los jugadores del Bayern de Múnich usaron su canción para un vídeo de TikTok. La canción también llegó a las listas de éxitos en Alemania, Austria, Suiza y el Reino Unido. Poco después, hizo un remix de la versión del grupo de heavy metal Disturbed de la canción de Simon & Garfunkel "The Sound of Silence", que también llegó a las listas de éxitos.
Fue nominado en septiembre de 2024 por Los ARIA Music Awards como Mejor lanzamiento dance/electrónico y Canción del año.

## Discografía

#### Extended play
| From Down Under | - Publicación: 9 de agosto de 2024 - Sello: Spinnin'  |
| To the World    | - Publicación: 30 de agosto de 2024 - Sello: Spinnin' |

#### Sencillos
| Título                                                    | Año  | Máxima posición en listas | Máxima posición en listas | Máxima posición en listas | Máxima posición en listas | Máxima posición en listas | Máxima posición en listas | Máxima posición en listas | Máxima posición en listas | Máxima posición en listas | Certificaciones | Álbum o EP      |
| Título                                                    | Año  | AUS                       | AUT                       | BEL                       | FRA                       | GER                       | NL                        | POL                       | SWI                       | UK                        | Certificaciones | Álbum o EP      |
| --------------------------------------------------------- | ---- | ------------------------- | ------------------------- | ------------------------- | ------------------------- | ------------------------- | ------------------------- | ------------------------- | ------------------------- | ------------------------- | --- | --------------- |
| "Stumblin' In"                                            | 2023 | 15                        | 2                         | 8                         | 20                        | 2                         | 1                         | 9                         | 7                         | 68                        | - ARIA: 2× Platino - BVMI: Oro - IFPI Austria: Oro - IFPI Suiza: Platino - RMNZ: Platino - SNEP: Diamante - ZPAV: Diamante |                 |
| "The Sound of Silence" (Cyril remix)                      | 2024 | —                         | 35                        | 29                        | 5                         | 44                        | —                         | 7                         | 7                         | 47                        | - IFPI Suiza: Platino - RMNZ: Oro                                                                                          |                 |
| "Fall at Your Feet" (con Dean Lewis)                      | 2024 | 18                        | —                         | —                         | —                         | —                         | —                         | —                         | —                         | —                         | | From Down Under |
| "True" (con Kita Alexander)                               | 2024 | 19                        | —                         | —                         | —                         | —                         | —                         | —                         | —                         | —                         | | From Down Under |
| "Before I Let You Go" (featuring MarcLo)                  | 2024 | —                         | —                         | —                         | —                         | —                         | —                         | —                         | —                         | —                         | | To the World    |
| "World Gone Wild" (con Robin Schulz featuring Sam Martin) | 2024 | —                         | —                         | —                         | —                         | —                         | —                         | —                         | —                         | —                         | |                 |
| "Still Into You" (con Maryjo)                             | 2024 | —                         | —                         | —                         | —                         | —                         | —                         | —                         | —                         | —                         | |                 |